# كارين كازينيان
كارين كازينيان ( ولدت في 8 يناير 1955 – توفيت في 6 ديسمير 2012) سفيرة أرمينيا في المملكة المتحدة لبريطانيا العظمى والجزيرة الشمالية. التحقت بجامعة يريفان الحكومية وتخرجت منها في عام 1977. عملت في البعثات الدبلوماسية التابعة لالإتحاد السوفيتي في البرتغال، أفريقيا، ورومانيا. تقلدت منصب نائب وزير خارجية أرمينيا في 2009, وفي 8 ديسمبر 2011 أصبحت سفيرة المملكة المتحدة.
نالت كارين ميدالية أرمينيا لمخيتار غوش و جراند كروس اوردر من أجل الاستحقاق. وبقت على قيد الحياة بفضل بنت وصبي.